# Tonchino
Il Tonchino (in vietnamita: Đông Kinh o Tong King; in francese Tonkin) è una regione del Vietnam settentrionale, confinante a nord con le province cinesi del Yunnan e del Guangxi, a ovest con il Laos, a sud con l'Annam settentrionale e a est con il Mar Cinese Meridionale (Golfo del Tonchino).
Comprende la pianura e il delta del fiume Rosso con i suoi affluenti (Sang Lo) e le regioni montuose circostanti.

## Storia
Popolato da popolazioni di stirpe vietnamita, già nel III secolo a.C. il Tonchino entrò nell'orbita politica cinese: attorno al 208 a.C. venne conquistato assieme all'Annam settentrionale ed andò a costituire il regno del Nam-Viet, annesso alla Cina nel 111 a.C. La regione tornò indipendente nel 939, andando a costituire la base dello Stato vietnamita, ed assunse il nome di Dai-Viet, lanciandosi alla conquista del Champa e dell'Impero Khmer.

Dopo il 1545 il regno si divise tra il nord (Tonchino e Annam settentrionale), sotto la famiglia Lê, e il sud (Annam centro-meridionale e Cocincina), dominato dalla dinastia Nguyễn. Nel XVII secolo venne raggiunto dai primi mercanti europei (portoghesi, olandesi e inglesi) e dai primi missionari cristiani della Società per le missioni estere di Parigi che formarono nel Tonchino delle solide comunità, sopravvissute anche alle dure persecuzioni del XVIII secolo.

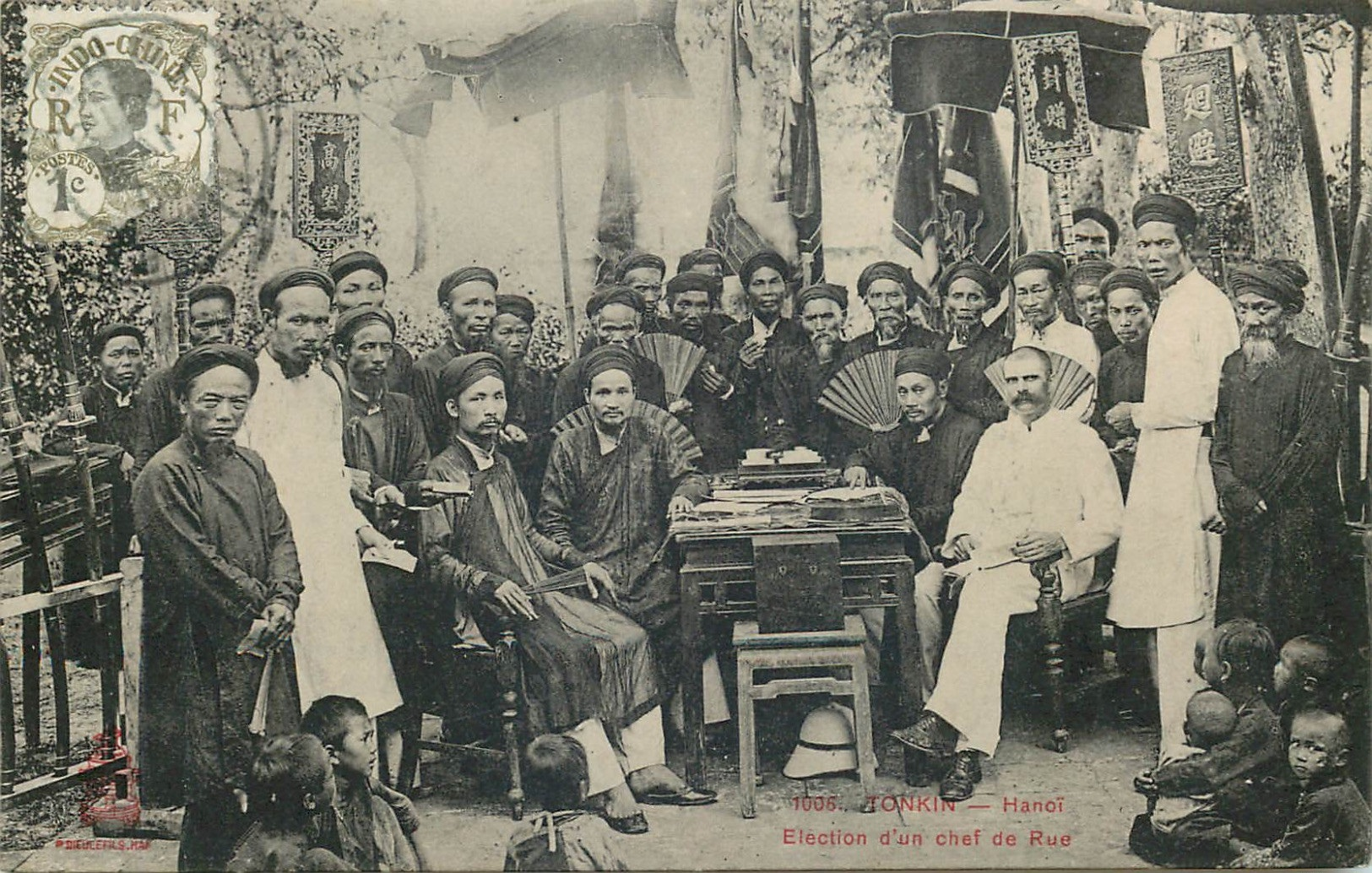
Hanoi (1910)

Nel 1802 i regni vietnamiti vennero riunificati sotto Nguyen-Anh, dello stato del sud, che assunse il titolo di imperatore ed il nome di Gialong. Nell'agosto del 1883 il sovrano Tu-Duc, terzo successore di Gialong, fu costretto a riconoscere il protettorato francese (1883-1954) e ad accettare un regime speciale per il Tonchino. Tuttavia, quando i francesi iniziarono l'occupazione del basso Tonchino, le loro truppe incontrarono la resistenza di alcune bande irregolari (Bandiere Nere, Bandiere Gialle) e dei Cinesi, che occuparono l'alto Tonchino. La Cina venne sconfitta nella guerra con la Francia del 1884-1885 e il Tonchino divenne la regione settentrionale della Indocina francese.
Occupato dai giapponesi durante la Seconda guerra mondiale (1941-1945), il Tonchino fu teatro di numerosi tentativi di insurrezione contro il dominio francese (1946-1954) e durante la Guerra del Vietnam - il cui casus belli fu un incidente verificatosi proprio nel golfo del Tonchino - fu la principale regione del Nord.